# Europsko prvenstvo u vaterpolu – Beč 1995.
Europsko prvenstvo u vaterpolu 1995. godine se održao u Beču, u Austriji.
Bilo je dijelom Europskog prvenstva u vodenim športovima 1995.
Održalo se od 18. do 27. kolovoza 1995.

## Sudionici
skupina "A": Nizozemska, Španjolska, Ukrajina
skupina "B": Bugarska, Rumunjska, Rusija
skupina "C": Austrija, Hrvatska, Mađarska
skupina "D": Grčka, Njemačka, Italija

## Natjecateljski sustav
Igralo se u tri kruga. U prvom krugu se igralo u četiri skupine s po tri momčadi po jednokružnom ligaškom sustavu. Najbolje dvije iz svake skupine su išle u drugi krug.
U drugom krugu se igralo u dvjema skupinama po jednokružnom ligaškom sustavu. Skupine su se punile po idućem sustavu: u skupinu "E" su išle najbolje momčadi iz skupina "A" i "B" te drugi iz skupina "C" i "D", a u skupinu "F" su išle najbolje momčadi iz skupina "C" i "D" te drugi iz skupina "A" i "B".
U trećem krugu su prve dvije momčadi iz skupina "E" i "F" igrale unakrižno u poluzavršnici: E1-F2 i E2-F1. Pobjednici su igrali završnicu, a poraženi za brončano odličje.

## Prvi krug

### Skupina "A"
|    | Momčad     | Ut | Pb | N | Pz | Pos | Pri | RP | Bod |
| -- | ---------- | -- | -- | - | -- | --- | --- | -- | --- |
| 1. | Španjolska | 2  | 2  | 0 | 0  | 17  | 12  | +5 | 4   |
| 2. | Ukrajina   | 2  | 1  | 0 | 1  | 16  | 14  | +2 | 2   |
| 3. | Nizozemska | 2  | 0  | 0 | 2  | 13  | 20  | –7 | 0   |

| Španjolska | - | Ukrajina   | 7 : 6  |
| Španjolska | - | Nizozemska | 10 : 6 |
| Ukrajina   | - | Nizozemska | 10 : 7 |

## Konačni poredak
| Mj. | Momčad     |
| --- | ---------- |
| 1.  | Italija    |
| 2.  | Mađarska   |
| 3.  | Njemačka   |
| 4.  | Hrvatska   |
| 5.  | Španjolska |
| 6.  | Rusija     |
| 7.  | Ukrajina   |
| 8.  | Bugarska   |
| 9.  | Grčka      |
| 10  | Nizozemska |
| 11. | Rumunjska  |
| 12. | Austrija   |

| Pobjednici           |
| -------------------- |
| Italija Treći naslov |